# ゴート (小惑星)
ゴート (1049 Gotho)は、小惑星帯に位置する小惑星の1つである。ドイツのハイデルベルク天文台でカール・ラインムートによって発見された。